# Ляшківська сільська рада
| Ляшківська сільська рада — колишній орган місцевого самоврядування у Царичанському районі Дніпропетровської області з адміністративним центром в селі Ляшківка. Ляшківська сільська рада розташована на північному заході району, на межі з Полтавською областю, за 10 км від райцентру. Сільській раді підпорядковані населені пункти: - с. Ляшківка - с. Шарівка - с. Орлівка - с. Назаренки |

## Історія
Рішенням виконкому Дніпропетровської обласної ради від 27 вересня 1985 року знято з обліку село Смоловівка Ляшківської сільради Царичанського району.

## Склад ради
Рада складалася з 16 депутатів та голови.

## Керівний склад сільської ради
| ПІБ                    | Основні відомості                                                         | Дата обрання | Дата звільнення |
| ---------------------- | ------------------------------------------------------------------------- | ------------ | --------------- |
| Омелян Юлія Вікторівна | Сільський голова, 1962 року народження, освіта, позапартійна              | 26.03.2006   | 31.10.2010      |
| Омелян Юлія Вікторівна | Сільський голова, 1962 року народження, освіта вища, член Партії регіонів | 31.10.2010   |                 |

Примітка: таблиця складена за даними джерела